# Segona divisió espanyola de futbol 1942-1943
Resum de l'activitat de la temporada 1942-1943 de la Segona divisió espanyola de futbol.

## Grup 1

### Clubs participants
| Club                         | Ciutat     | Estadi        |
| ---------------------------- | ---------- | ------------- |
| Arenas Club                  | Getxo      | Ibaiondo      |
| Barakaldo CF                 | Barakaldo  | Lasesarre     |
| Cultural y Deportiva Leonesa | Lleó       | La Corredera  |
| Club Ferrol                  | Ferrol     | Inferniño     |
| Real Gijón                   | Gijón      | El Molinón    |
| UD Salamanca                 | Salamanca  | El Calvario   |
| Real Santander SD            | Santander  | El Sardinero  |
| Real Valladolid Deportivo    | Valladolid | José Zorrilla |

### Classificació
| Pos | Equip              | PJ | PG | PE | PP | GF | GC | DG  | Pts | Classificació o descens |
| --- | ------------------ | -- | -- | -- | -- | -- | -- | --- | --- | ----------------------- |
| 1   | Real Gijón         | 14 | 9  | 1  | 4  | 34 | 23 | +11 | 19  | Promoció d'ascens       |
| 2   | Reial Valladolid   | 14 | 6  | 7  | 1  | 27 | 17 | +10 | 19  | Promoció d'ascens       |
| 3   | Cultural Leonesa   | 14 | 7  | 4  | 3  | 30 | 19 | +11 | 18  |                         |
| 4   | Arenas             | 14 | 4  | 5  | 5  | 18 | 21 | −3  | 13  |                         |
| 5   | Barakaldo CF       | 14 | 4  | 5  | 5  | 29 | 30 | −1  | 13  | Promoció de descens     |
| 6   | Ferrol (R)         | 14 | 4  | 3  | 7  | 28 | 33 | −5  | 11  | Promoció de descens     |
| 7   | Real Santander (R) | 14 | 3  | 5  | 6  | 29 | 35 | −6  | 11  | Promoció de descens     |
| 8   | UD Salamanca (R)   | 14 | 3  | 2  | 9  | 19 | 36 | −17 | 8   | Promoció de descens     |

### Resultats
| Casa \ Fora         | ARE | BAR | CUL | FER | GIJ | SAL | SAN | VAL |
| ------------------- | --- | --- | --- | --- | --- | --- | --- | --- |
| Arenas Club         |     | 2–2 | 1–2 | 3–2 | 3–2 | 1–2 | 2–2 | 0–2 |
| Barakaldo-Oriamendi | 0–2 |     | 2–2 | 6–2 | 1–2 | 3–2 | 4–2 | 3–2 |
| Cultural Leonesa    | 1–2 | 4–2 |     | 3–2 | 4–2 | 4–2 | 3–2 | 2–2 |
| Club Ferrol         | 2–2 | 2–2 | 1–2 |     | 4–2 | 5–2 | 5–2 | 2–2 |
| Real Gijón CF       | 1–2 | 7–2 | 4–2 | 5–2 |     | 3–2 | 1–2 | 2–2 |
| UD Salamanca        | 4–2 | 3–2 | 1–2 | 1–2 | 2–2 |     | 4–2 | 1–2 |
| Real Santander SD   | 3–2 | 2–2 | 2–2 | 3–2 | 4–2 | 5–2 |     | 2–2 |
| Reial Valladolid    | 2–2 | 2–2 | 0–2 | 1–2 | 0–2 | 2–2 | 3–2 |     |

| Golejador         | Gols | Equip            |
| ----------------- | ---- | ---------------- |
| José Saras        | 14   | Real Santander   |
| Pruden            | 11   | UD Salamanca     |
| Chipía            | 10   | Real Gijón       |
| Ildefonso Sañudo  | 10   | Reial Valladolid |
| Constante Carnero | 10   | Ferrol           |

| Porter              | Gols | Partits | Mitjana | Equip            |
| ------------------- | ---- | ------- | ------- | ---------------- |
| José Luis Izpizua   | 17   | 14      | 1.21    | Reial Valladolid |
| José Antonio Barrie | 16   | 11      | 1.45    | Arenas           |
| Gregorio Leicea     | 23   | 14      | 1.64    | Real Gijón       |
| Fernando Llorente   | 30   | 14      | 2.14    | Barakaldo CF     |
| Moreno              | 33   | 14      | 2.36    | Ferrol           |

## Grup 2

### Clubs participants
| Club             | Ciutat        | Estadi           |
| ---------------- | ------------- | ---------------- |
| Deportivo Alavés | Vitòria       | Mendizorroza     |
| CE Constància    | Inca          | Camp d'Es Cos    |
| AD Ferroviaria   | Madrid        | Camp de Delicias |
| Girona CF        | Girona        | Vista Alegre     |
| CA Osasuna       | Pamplona      | San Juan         |
| Reial Societat   | Sant Sebastià | Atotxa           |
| CD Sabadell FC   | Sabadell      | Creu Alta        |
| CD Terrassa      | Terrassa      | Pi i Margall     |

### Classificació
| Pos | Equip                 | PJ | PG | PE | PP | GF | GC | DG  | Pts | Classificació o descens |
| --- | --------------------- | -- | -- | -- | -- | -- | -- | --- | --- | ----------------------- |
| 1   | Reial Societat (P, O) | 14 | 11 | 1  | 2  | 46 | 16 | +30 | 23  | Promoció d'ascens       |
| 2   | CE Sabadell (P, O)    | 14 | 7  | 4  | 3  | 26 | 20 | +6  | 18  | Promoció d'ascens       |
| 3   | Constància            | 14 | 8  | 2  | 4  | 24 | 11 | +13 | 18  |                         |
| 4   | CA Osasuna            | 14 | 6  | 3  | 5  | 23 | 27 | −4  | 15  |                         |
| 5   | Terrassa FC (R)       | 14 | 5  | 2  | 7  | 25 | 32 | −7  | 12  | Promoció de descens     |
| 6   | Girona FC (R)         | 14 | 4  | 3  | 7  | 22 | 24 | −2  | 11  | Promoció de descens     |
| 7   | Ferroviaria (R)       | 14 | 3  | 4  | 7  | 19 | 31 | −12 | 10  | Promoció de descens     |
| 8   | Alavés (R)            | 14 | 1  | 3  | 10 | 9  | 33 | −24 | 5   | Promoció de descens     |

### Resultats
| Casa \ Fora    | ALA | CON | FER | GER | OSA | REA | SAB | TAR |
| -------------- | --- | --- | --- | --- | --- | --- | --- | --- |
| CD Alavés      |     | 2–2 | 1–2 | 2–2 | 1–2 | 0–2 | 1–2 | 0–2 |
| CE Constància  | 6–2 |     | 2–2 | 2–2 | 3–2 | 1–2 | 0–2 | 2–2 |
| AD Ferroviaria | 2–2 | 1–2 |     | 3–2 | 2–2 | 0–2 | 0–2 | 2–2 |
| Girona CF      | 4–2 | 1–2 | 3–2 |     | 0–2 | 1–2 | 3–2 | 4–2 |
| CA Osasuna     | 1–2 | 1–2 | 2–2 | 5–2 |     | 3–2 | 1–2 | 3–2 |
| Reial Societat | 5–2 | 1–2 | 2–2 | 1–2 | 2–2 |     | 8–2 | 7–2 |
| CD Sabadell CF | 1–2 | 1–2 | 2–2 | 2–2 | 5–2 | 3–2 |     | 1–2 |
| CD Terrassa    | 3–2 | 1–2 | 4–2 | 0–2 | 3–2 | 2–2 | 2–2 |     |

| Golejador         | Gols | Equip          |
| ----------------- | ---- | -------------- |
| Sebastián Ontoria | 13   | Reial Societat |
| Vicente Unamuno   | 13   | Reial Societat |
| Pedrín            | 8    | Reial Societat |
| Julián Vergara    | 8    | CA Osasuna     |
| Blai              | 8    | Terrassa FC    |

| Porter           | Gols | Partits | Mitjana | Equip          |
| ---------------- | ---- | ------- | ------- | -------------- |
| Andreu Company   | 11   | 14      | 0.79    | Constància     |
| Eduardo Chillida | 11   | 11      | 1       | Reial Societat |
| Josep Francàs    | 24   | 14      | 1.71    | Girona FC      |
| Ricard Pujol     | 19   | 11      | 1.73    | CE Sabadell    |
| Miguel Bermejo   | 21   | 12      | 1.75    | Ferroviaria    |

## Grup 3

### Clubs participants
| Club         | Ciutat               | Estadi                 |
| ------------ | -------------------- | ---------------------- |
| CE Alcoià    | Alcoi                | El Collao              |
| Cadis CF     | Cadis                | La Mirandilla          |
| SD Ceuta     | Ceuta                | Campo de Deportes      |
| Elx CF       | Elx                  | Altabix                |
| Hèrcules CF  | Alacant              | La Viña                |
| CD Málaga    | Màlaga               | La Rosaleda            |
| Reial Múrcia | Múrcia               | Estadi de La Condomina |
| Xerez Club   | Jerez de la Frontera | Domecq                 |

### Classificació
| Pos | Equip         | PJ | PG | PE | PP | GF | GC | DG  | Pts | Classificació o descens |
| --- | ------------- | -- | -- | -- | -- | -- | -- | --- | --- | ----------------------- |
| 1   | Ceuta         | 14 | 8  | 4  | 2  | 27 | 17 | +10 | 20  | Promoció d'ascens       |
| 2   | Xerez Club    | 14 | 7  | 3  | 4  | 23 | 22 | +1  | 17  | Promoció d'ascens       |
| 3   | Reial Múrcia  | 14 | 6  | 3  | 5  | 26 | 19 | +7  | 15  |                         |
| 4   | Hèrcules CF   | 14 | 6  | 3  | 5  | 20 | 18 | +2  | 15  |                         |
| 5   | CD Málaga (R) | 14 | 7  | 0  | 7  | 26 | 23 | +3  | 14  | Promoció de descens     |
| 6   | Elx CF (R)    | 14 | 5  | 2  | 7  | 16 | 26 | −10 | 12  | Promoció de descens     |
| 7   | Cadis CF (R)  | 14 | 4  | 3  | 7  | 19 | 25 | −6  | 11  | Promoció de descens     |
| 8   | CE Alcoià     | 14 | 4  | 0  | 10 | 21 | 28 | −7  | 8   | Promoció de descens     |

### Resultats
| Casa \ Fora  | ALC | CAD | CEU | ELC | HER | MAL | MUR | XER |
| ------------ | --- | --- | --- | --- | --- | --- | --- | --- |
| CE Alcoià    |     | 2–2 | 2–2 | 3–2 | 2–2 | 2–2 | 1–2 | 4–2 |
| Cadis CF     | 1–2 |     | 2–2 | 4–2 | 1–2 | 2–2 | 2–2 | 0–2 |
| SD Ceuta     | 3–2 | 2–2 |     | 2–2 | 4–2 | 1–2 | 1–2 | 4–2 |
| Elx CF       | 1–2 | 1–2 | 3–2 |     | 0–2 | 2–2 | 1–2 | 3–2 |
| Hèrcules CF  | 4–2 | 2–2 | 1–2 | 3–2 |     | 2–2 | 3–2 | 1–2 |
| CD Málaga    | 3–2 | 2–2 | 0–2 | 2–2 | 4–2 |     | 4–2 | 3–2 |
| Reial Múrcia | 3–2 | 5–2 | 1–2 | 4–2 | 3–2 | 2–2 |     | 0–2 |
| Xerez Club   | 2–2 | 1–2 | 2–2 | 4–2 | 1–2 | 4–2 | 3–2 |     |

| Golejador       | Gols | Equip        |
| --------------- | ---- | ------------ |
| Vicente Morera  | 8    | Jerez        |
| Marcelino Morla | 7    | Ceuta        |
| Juan Trujillo   | 7    | Reial Múrcia |
| José Rey        | 7    | CE Alcoià    |
| José Corona     | 6    | Hèrcules CF  |

| Porter         | Gols | Partits | Mitjana | Equip        |
| -------------- | ---- | ------- | ------- | ------------ |
| Pedrín         | 10   | 11      | 0.91    | Reial Múrcia |
| Joaquín Comas  | 17   | 14      | 1.21    | Ceuta        |
| Juan Betancor  | 18   | 14      | 1.29    | Hèrcules CF  |
| Antonio García | 15   | 10      | 1.5     | Cadis CF     |
| José Bañón     | 22   | 14      | 1.57    | Elx CF       |

## Promoció d'ascens

### Classificació
| Pos | Equip              | PJ | PG | PE | PP | GF | GC | DG  | Pts | Classificació o descens  |
| --- | ------------------ | -- | -- | -- | -- | -- | -- | --- | --- | ------------------------ |
| 1   | CE Sabadell (C, P) | 10 | 6  | 1  | 3  | 20 | 11 | +9  | 13  | Ascens a Primera Divisió |
| 2   | Reial Societat (P) | 10 | 5  | 2  | 3  | 24 | 14 | +10 | 12  | Ascens a Primera Divisió |
| 3   | Reial Valladolid   | 10 | 4  | 3  | 3  | 21 | 19 | +2  | 11  | Segona promoció d'ascens |
| 4   | Real Gijón         | 10 | 4  | 2  | 4  | 17 | 23 | −6  | 10  | Segona promoció d'ascens |
| 5   | Ceuta              | 10 | 2  | 4  | 4  | 10 | 15 | −5  | 8   |                          |
| 6   | Xerez Club         | 10 | 2  | 2  | 6  | 11 | 21 | −10 | 6   |                          |

### Resultats
| Casa \ Fora       | CEU | SPO | RSO | SAB | VLL | XER |
| ----------------- | --- | --- | --- | --- | --- | --- |
| SD Ceuta          |     | 1–1 | 1–0 | 1–1 | 1–2 | 4–1 |
| Real Gijón        | 1–0 |     | 2–1 | 3–2 | 3–3 | 2–1 |
| Reial Societat    | 6–2 | 6–2 |     | 2–0 | 4–4 | 1–1 |
| CE Sabadell FC    | 3–0 | 5–2 | 1–0 |     | 2–1 | 4–0 |
| Reial Valladolid  | 0–0 | 2–1 | 1–3 | 1–0 |     | 5–0 |
| Xerez Fútbol Club | 0–0 | 2–0 | 0–1 | 1–2 | 5–2 |     |

### Segona promoció d'ascens
| 18 d'abril de 1943 | Granada CF      | 2-0     | Reial Valladolid | Barcelona                  |  |
|                    | Nicola 71', 83' | Informe |                  | Les Corts · Vilalta Bars · |  |

| 18 d'abril de 1943 | RCD Espanyol             | 2-1     | Real Gijón   | Madrid                     |  |
|                    | Huguet 15' · Juncosa 26' | Informe | Paladini 37' | Metropolitano · Escartín · |  |

## Promoció de descens

### Primera promoció

#### Grup 1
| Pos | Equip            | PJ | PG | PE | PP | GF | GC | DG  | Pts | Classificació o descens |
| --- | ---------------- | -- | -- | -- | -- | -- | -- | --- | --- | ----------------------- |
| 1   | UD Salamanca     | 8  | 6  | 0  | 2  | 19 | 9  | +10 | 12  | Segona promoció         |
| 2   | Ferrol (R)       | 8  | 5  | 0  | 3  | 18 | 9  | +9  | 10  |                         |
| 3   | La Felguera      | 8  | 3  | 1  | 4  | 10 | 12 | −2  | 7   |                         |
| 4   | Fábrica Nacional | 8  | 3  | 1  | 4  | 10 | 13 | −3  | 7   |                         |
| 5   | Lucense          | 8  | 2  | 0  | 6  | 12 | 26 | −14 | 4   |                         |

| Casa \ Fora      | PAL | RFE | FEL | LUC | SAL |
| ---------------- | --- | --- | --- | --- | --- |
| Fábrica Nacional | —   | 2–1 | 0–0 | 6–2 | 2–1 |
| Ferrol           | 4–0 | —   | 4–0 | 5–2 | 2–1 |
| La Felguera      | 1–0 | 3–0 | —   | 4–1 | 0–1 |
| Lucense          | 1–0 | 0–2 | 2–1 | —   | 1–3 |
| UD Salamanca     | 3–0 | 1–0 | 4–1 | 5–3 | —   |

#### Grup 2
| Pos | Equip                | PJ | PG | PE | PP | GF | GC | DG  | Pts | Classificació o descens |
| --- | -------------------- | -- | -- | -- | -- | -- | -- | --- | --- | ----------------------- |
| 1   | Barakaldo CF         | 8  | 6  | 0  | 2  | 20 | 9  | +11 | 12  | Segona promoció         |
| 2   | Real Santander (R)   | 8  | 5  | 0  | 3  | 19 | 16 | +3  | 10  |                         |
| 3   | Gimnástica Burgalesa | 8  | 3  | 1  | 4  | 17 | 16 | +1  | 7   |                         |
| 4   | CD Logroñés          | 8  | 3  | 0  | 5  | 11 | 17 | −6  | 6   |                         |
| 5   | Sestao               | 8  | 2  | 1  | 5  | 12 | 21 | −9  | 5   |                         |

| Casa \ Fora          | BAR | BUR | LOG | RAC | SES |
| -------------------- | --- | --- | --- | --- | --- |
| Barakaldo CF         | —   | 2–1 | 4–0 | 5–1 | 4–2 |
| Gimnástica Burgalesa | 1–2 | —   | 3–2 | 4–3 | 4–0 |
| CD Logroñés          | 1–2 | 2–0 | —   | 1–0 | 3–0 |
| Real Santander       | 2–1 | 3–2 | 3–1 | —   | 3–1 |
| Sestao               | 1–0 | 2–2 | 5–1 | 1–4 | —   |

#### Grup 3
| Pos | Equip           | PJ | PG | PE | PP | GF | GC | DG  | Pts | Classificació o descens |
| --- | --------------- | -- | -- | -- | -- | -- | -- | --- | --- | ----------------------- |
| 1   | Alavés          | 8  | 6  | 0  | 2  | 18 | 9  | +9  | 12  | Segona promoció         |
| 2   | Arenas          | 8  | 5  | 1  | 2  | 19 | 14 | +5  | 11  |                         |
| 3   | Terrassa FC (R) | 8  | 3  | 2  | 3  | 24 | 11 | +13 | 8   |                         |
| 4   | RSD Alcalá      | 8  | 3  | 0  | 5  | 12 | 28 | −16 | 6   |                         |
| 5   | CD Tudelano     | 8  | 1  | 1  | 6  | 11 | 22 | −11 | 3   |                         |

| Casa \ Fora | ALA | ALC  | ARE | TRR | TUD |
| ----------- | --- | ---- | --- | --- | --- |
| Alavés      | —   | 4–2  | 5–0 | 1–0 | 1–0 |
| RSD Alcalá  | 1–4 | —    | 3–1 | 1–0 | 2–1 |
| Arenas      | 2–0 | 3–0  | —   | 5–2 | 5–3 |
| Terrassa FC | 3–1 | 10–1 | 1–1 | —   | 7–0 |
| CD Tudelano | 1–2 | 5–2  | 0–2 | 1–1 | —   |

#### Grup 4
| Pos | Equip         | PJ | PG | PE | PP | GF | GC | DG | Pts | Classificació o descens |
| --- | ------------- | -- | -- | -- | -- | -- | -- | -- | --- | ----------------------- |
| 1   | CE Alcoià     | 8  | 6  | 0  | 2  | 19 | 14 | +5 | 12  | Segona promoció         |
| 2   | EC Granollers | 8  | 4  | 1  | 3  | 16 | 17 | −1 | 9   |                         |
| 3   | RCD Mallorca  | 8  | 3  | 2  | 3  | 18 | 19 | −1 | 8   |                         |
| 4   | Gimnàstic     | 8  | 3  | 2  | 3  | 15 | 11 | +4 | 8   |                         |
| 5   | Girona FC (R) | 8  | 0  | 3  | 5  | 9  | 16 | −7 | 3   |                         |

| Casa \ Fora            | ALC | GIR | GIM | GRA | MLL |
| ---------------------- | --- | --- | --- | --- | --- |
| CE Alcoià              | —   | 1–0 | 4–0 | 3–1 | 2–1 |
| Girona CF              | 1–3 | —   | 1–2 | 1–1 | 2–2 |
| Gimnàstic de Tarragona | 6–2 | 2–2 | —   | 7–2 | 1–1 |
| CD Granollers          | 2–3 | 3–1 | 3–0 | —   | 1–0 |
| CD Mallorca            | 3–1 | 2–1 | 4–0 | 2–3 | —   |

#### Grup 5
| Pos | Equip           | PJ | PG | PE | PP | GF | GC | DG  | Pts | Classificació o descens |
| --- | --------------- | -- | -- | -- | -- | -- | -- | --- | --- | ----------------------- |
| 1   | Llevant UE      | 8  | 6  | 0  | 2  | 23 | 9  | +14 | 12  | Segona promoció         |
| 2   | CD Córdoba      | 8  | 4  | 3  | 1  | 13 | 10 | +3  | 11  |                         |
| 3   | Elx CF (R)      | 8  | 4  | 2  | 2  | 16 | 14 | +2  | 10  |                         |
| 4   | Ferroviaria (R) | 8  | 1  | 2  | 5  | 12 | 24 | −12 | 4   |                         |
| 5   | CD Eldense      | 8  | 1  | 1  | 6  | 12 | 19 | −7  | 3   |                         |

| Casa \ Fora    | COR | ELX | ELD | FER | LLE |
| -------------- | --- | --- | --- | --- | --- |
| CD Córdoba     | —   | 1–0 | 1–1 | 2–0 | 3–1 |
| Elx CF         | 0–0 | —   | 3–1 | 4–4 | 2–1 |
| CD Eldense     | 2–3 | 2–3 | —   | 4–2 | 0–1 |
| AD Ferroviaria | 2–2 | 1–4 | 2–0 | —   | 1–3 |
| Llevant UE     | 4–1 | 4–0 | 4–2 | 5–0 | —   |

#### Grup 6
| Pos | Equip           | PJ | PG | PE | PP | GF | GC | DG | Pts | Classificació o descens |
| --- | --------------- | -- | -- | -- | -- | -- | -- | -- | --- | ----------------------- |
| 1   | Málaga          | 8  | 4  | 2  | 2  | 15 | 8  | +7 | 10  | Segona promoció         |
| 2   | Atlético Tetuán | 8  | 5  | 0  | 3  | 10 | 11 | −1 | 10  |                         |
| 3   | Cadis CF (R)    | 8  | 3  | 2  | 3  | 17 | 13 | +4 | 8   |                         |
| 4   | Recreativo      | 8  | 3  | 1  | 4  | 12 | 16 | −4 | 7   |                         |
| 5   | Badajoz         | 8  | 1  | 3  | 4  | 9  | 15 | −6 | 5   |                         |

| Casa \ Fora          | ATT | BAD | CAD | MAL | REC |
| -------------------- | --- | --- | --- | --- | --- |
| Atlético Tetuán      | —   | 1–0 | 3–1 | 1–0 | 1–0 |
| CD Badajoz           | 0–1 | —   | 1–1 | 2–2 | 1–3 |
| Cadis CF             | 3–1 | 5–1 | —   | 0–3 | 5–1 |
| CD Málaga            | 3–0 | 0–2 | 2–2 | —   | 3–0 |
| Recreativo de Huelva | 4–2 | 2–2 | 1–0 | 1–2 | —   |

### Segona promoció

#### Grup 1
| Pos | Equip            | PJ | PG | PE | PP | GF | GC | DG  | Pts | Classificació o descens |
| --- | ---------------- | -- | -- | -- | -- | -- | -- | --- | --- | ----------------------- |
| 1   | Barakaldo CF     | 4  | 3  | 1  | 0  | 14 | 3  | +11 | 7   | Roman a Segona Divisió  |
| 2   | Alavés (R)       | 4  | 1  | 1  | 2  | 3  | 6  | −3  | 3   |                         |
| 3   | UD Salamanca (R) | 4  | 1  | 0  | 3  | 2  | 10 | −8  | 2   |                         |

| Casa \ Fora  | ALA | BAR | SAL |
| ------------ | --- | --- | --- |
| Alavés       | —   | 2–2 | 1–0 |
| Barakaldo CF | 3–0 | —   | 7–1 |
| UD Salamanca | 1–0 | 0–2 | —   |

#### Grup 2
| Pos | Equip      | PJ | PG | PE | PP | GF | GC | DG  | Pts | Classificació o descens |
| --- | ---------- | -- | -- | -- | -- | -- | -- | --- | --- | ----------------------- |
| 1   | CE Alcoià  | 4  | 3  | 1  | 0  | 13 | 3  | +10 | 7   | Roman a Segona Divisió  |
| 2   | Málaga (R) | 4  | 1  | 1  | 2  | 7  | 8  | −1  | 3   |                         |
| 3   | Llevant UE | 4  | 0  | 2  | 2  | 5  | 14 | −9  | 2   |                         |

| Casa \ Fora | ALC | LEV | CDM |
| ----------- | --- | --- | --- |
| CE Alcoià   | —   | 6–0 | 3–0 |
| Llevant UE  | 2–2 | —   | 3–3 |
| Málaga      | 1–2 | 3–0 | —   |

## Resultats finals
- Campió: Centre d'Esports Sabadell Futbol Club.
- Ascens a Primera divisió: Centre d'Esports Sabadell Futbol Club, Reial Societat.
- Descens a Segona divisió: Reial Betis, Zaragoza FC.
- Ascens a Segona divisió: No hi va haver ascensos, la Segona Divisió va reduir el nombre d'equips.
- Descens a Tercera divisió: Club Deportivo Alavés, Cadis CF, Elx Club de Futbol, Club Ferrol, Agrupación Deportiva Ferroviaria, Girona Futbol Club, Club Deportivo Málaga, Unión Deportiva Salamanca, Real Santander Sociedad Deportiva, Club Deportiu Terrassa.